# Zefram Cochrane
Zefram Cochrane é um personagem excêntrico e ícone da franquia Jornada nas Estrelas, Criado pelo escritor Gene L. Coon , o personagm apareceu pela primeira vez na série original no episódio Metamorphosis em 1967  foi interpretado por Glenn Corbett. James Cromwell intepretou o personagem no filme Jornada nas Estrelas: O Primeiro Contato de 1996 e em 2001 no episódio-piloto da série Star Trek: Enterprise, intitulado Broken Bow. Cenas de Cromwell de Jornada nas Estrelas: O Primeiro Contato foram usada no episódio "In a Mirror (Part I)" da série Enterprise, mesclando com novas imagens de um ator vestido de forma idêntica, cujo rosto não é mostrado.
Conforme estabelecido pelos eventos de Jornada nas Estrelas: O Primeiro Contato, Cochrane é o primeiro ser humano a inventar motor de dobra, no ano de 2063, chamando a atenção dos vulcanos, proporcionando o primeiro contato da humanidade com uma raça alienígena.

## Biografia
Cochrane nasceu em 2030 (ou 2013, de acordo com a romantização de Primeiro Contato). Ele construiu a primeiro nave da humanidade capaz de fazer a dobra espacial, a Phoenix, em Bozeman, Montana, a partir de um antigo míssil nuclear, o Titan II. De acordo com seu diálogo em Primeiro Contato, ele iniciou o projeto para obter ganhos financeiros , e descobriu que as contas de seu futuro, através de elogios por parte da tripulação da Enterprise-E, vinda de um futuro profundamente inquietante.
No dia 5 de abril de 2063, Cochrane fez o primeiro voo de dobra espacial na Terra , ao som da canção Magic Carpet Ride da banda "Steppenwolf"  durante. O vôo da Phoenix foi detectado por uma nave de pesquisa Vulcana, a T'Plana Hath, que faz então o primeiro contato pacífico com os seres humanos, dentre eles, Cochrane, no local de lançamento da Phoenix.
O aforismo: "Não tente ser um grande homem, basta ser um homem. E deixar a história fazer seu próprio julgamento" é atribuída a Cochrane, que teria pronunciado em 2073. No início do século XXII Cochrane esteve presente na inauguração da primeira Warp 5 Complex na Terra, onde ele afirmou: "Esse mecanismo vai nos deixar ir audaciosamente onde nenhum homem jamais esteve", fazendo dele a pessoa mais  conhecida na linha do tempo ficcional de Jornada nas Estrelas.
A base de lançamento Phoenix tornou-se um monumento histórico, e uma estátua de mármore de 20 metros foi erguida ali, retratando Cochrane indo em direção ao futuro. o nome de Cochrane tornou-se reverenciado em todo a galáxia conhecida, com universidades inteiras, cidades e até mesmo planetas com o seu nome. O Engenheiro-Chefe da Enterprise-E Geordi La Forge, para exemplo, estudou na Zefram Cochrane High School.
De acordo com o episódio "Metamorphosis", Cochrane foi declarado morto depois de desaparecer em Alpha Centauri, em 2117. James T. Kirk, Sr. Spock e Leonard McCoy encontram Cochrane vivo em um asteróide com um ser se denomina "A companheira", uma presença etérea de energia pura que rejuvenesceu o velho Cochrane - Cochrane foi dado como morto a mais de um século antes - e manteve ele em cativeiro - e em um estado de juventude e vigor - desde então. Junto dos três oficiais da Frota Estelar, havia uma comissária da Federação que estava doente. A companheira, que amava Cochrane, funde-se com a comissária, livrando-a de sua doença e fornecendo a companheira uma forma corpórea (mas agora mortal). A entidade combinada não tem poder para forçar Cochrane a ficar com ela, mas Cochrane optar por ficar por amor e gratidão. 
Antes de partir, Kirk, Spock, McCoy e se comprometem a não revelar a existência de Cochrane.

## Universo Espelho
No Universo Espelho, ao invés de receber os vulcanos com a saudação de paz, Cochran mata vulcanos e outros seres humanos e saqueia a nave alienígena, levando à formação do brutal Império Terran.

## Aparições
Em "Metamorphosis", Cochrane foi interpretado por Glenn Corbett, que tinha 37 anos quando o interpretou. Em Primeiro Contato, Cochrane foi interpretado por James Cromwell, que estava 56 anos de idade, num momento em que o personagem, em 2063, teria sido de aproximadamente 33 anos. 
A Star Trek Encyclopedia explica esta discrepacia, diz que aparência envelhecida Cochrane, em 2063 foi resultado de envenenamento por radiação, e que quando ele encontrou o companheiro, "A companheira" inverteu esses efeitos, e restaurado a sua aparência jovem. No próprio episódio "Metamorphosis", Cochrane afirma para Kirk que a companheira o resgatou e o rejuvenesceu, dando a ele a aparência jovem por 150 anos.

## Informação não-canônica
No romance "Federation" de Judith e Garfield Reeves-Stevens, publicada dois anos antes lançamento de Primeiro Contato, Cochrane tinha sido retratado como um terráqueo. O romance sugeriu que ele foi para Alpha Centauri em algum ponto entre o primeiro voo de dobra e seu desaparecimento. Seguindo uma sugestão feita na cronologia de Star Trek, na hipótese de os seres humanos não poderiam ir para o sistema Alpha Centauri antes da criação da dobra espacial.
No romance, as experiências de Cochrane com a dobra espacial são o resultado do apoio financeiro e idealista, de um misterioso bilionário no período entre as guerras Eugenia e a III Guerra Mundial, sua auto-identificação com os resultados  e Alpha Centauri ser o destino de sua viagem de dobra em primeiro lugar e seu papel subsequente fundação da primeira colônia no sistema, e a história de sua vida a sua morte, antes de seu encontro com Kirk no Gamma Canaris em "Metamorphosis" é descrito até durante os acontecimentos da terceira temporada de Jornada nas Estrelas:A Nova Geração. 